# Битка код села Тано
Битка код села Тано (јап. 天目山の戦い) била је последња битка клана Такеда против снага Ода Нобунаге. Након брзог пада провинција Шинано и Суруга током последње инвазије Ода Нобунаге на домен Такеда (фебруар-март 1582), војска клана Такеда у провинцији Каи се разбежала без борбе и веђином предала нападачу. Такеда Кацујори, последњи вођа клана Такеда је са својом породицом и свега неколико десетина ратника покушао да нађе уточиште у планинама, али је 11. марта 1582. опкољен у импровизованом утврђењу у селу Тано. Последњи раници клана Такеда најпре су побили жене и децу, а затим изгинули у борби до смрти.

## Позадина
Рат клана Такеда против Ода Нобунаге почео је 1572. битком код Микатагахаре, где је Такеда Шинген, господар провинција Каи, Шинано и Суруга, победио комбиноване снаге Ода Нобунаге и Токугава Ијејасуа у провинцији Тотоми.
Шингенов наследник Такеда Кацујори је одлучно поражен у бици код Нагашина (1575), изгубивши више од 10.000 људи и своје најспособније генерале. Међутим, захваљујући Нобунагином ангажовању на другим фронтовима (углавном његовом рату против Ико-Икија 1570-1580), Такеда Кацујори је успео да очува породичне поседе до почетка 1582.

### Нобунагин поход на Шинано и Суругу
У фебруару 1582. неки вазали клана Такеда у провинцији Шинано прешли су на страну Ода Нобунаге: као одговор, 14. фебруара Нобунагина војска под његовим сином Ода Нобутадом напала је провинцију Шинано са запада, брзо напредујући на исток док су гарнизони клана Такеда пребегли непријатељу или се предавали без борбе. Једина права битка била је опсада замка Такато, који је 2. марта 1582. заузет на јуриш. У исто време Иејасу Токугава је извршио инвазију на провинцију Суруга, која је капитулирала 25. фебруара 1582. издајом водећих вазала и рођака Такеда Кацујорија.
Након пада замка Такато 2. марта, преостали гарнизони клана Такеда у провинцији Шинано предали су се без борбе, а војска Ода Нобутаде стигла је до западне границе провинције Каи, постојбине клана Такеда. У исто време, Токугава Ијејасу је упао у Каи из провинције Суруга са југа, водећи издајника Анајама Генбу, Шингеновог сестрића, као водича. 

### Расуло у провинцији Каи
За то време, Такеда Кацујори и његова војска од 10-15.000 у замку Шимпу су рачунали да ће замак Такато издржати још неко време, тако да је брз пад те моћне тврђаве за само један дан изазвао огромну панику међу присталицама Такеда. И генерали и обични војници били су паралисани жељом да евакуишу своје породице и децу док је непријатељска војска од 40-50.000 нападала Каи са југа и истока, тако да нико није мислио на одбрану, него се цела војска разбежала у паници: свега 500-600 самураја је остало са Такеда Кацујоријем у Шинпу-у. Тако је у зору 3. марта (у час Зеца, око 6 сати ујутро) Кацујори запалио замак Шинпу и побегао на исток са својом породицом, остављајући много талаца из свих важнијих породица са својих поседа да изгоре у замку.
У међувремену, Ода Нобутада је 7. марта 1582. заузео Кофу, стару престоницу Каија, и похватао и погубио сву породицу, родбину и старије вазале Такеда Катсујорија. Сви преостали самураји из три провинције Суруга, Каи и Шинано похрлили су у Кофу и заклели се на верност Нобутади, предавши таоце, а суседна провинција Козуке предала се без борбе .

## Битка
Такеда Катсујори је напустио замак Синпу 3. марта са око 500-600 самураја и више од 200 жена и деце из своје породице и родбине. Они су побегли на исток кроз планине у унутрашњости провинције Каи у планински замак по имену Когако, где су се надали да ће наћи уточиште код старог вазала клана Такеда, Ојамада Нобушиге-а.
Када су бегунци стигли до замка Когако, Ојамада их је одбио, иако је недељу дана раније сам позвао свог господара и обећао му подршку. Без тврђаве и савезника, преостале слуге и ратници клана Такеда су изгубили наду и разишли се у паници: целим путем пратиоци су постепено напуштали свог пораженог господара, све док није остао само четрдесет један ратник и око 50 жена, блиских сродника и најоданијих вазала породице Такеда који нису имали куда да побегну. Они су поставили привремену палисаду око обичног имања (властелинског двора) у селу званом Тано (источно од Кофуа) и тамо поставили свој последњи логор.
Дана 11. марта, генерал клана Ода, Такигава Сакон (Казумасу) добио је вест да су се Такеда Кацујори и његова породица повукли у планине Когако. Сакон је поделио своје трупе у групе које за претрагу планине, које су откриле логор Такеда у селу Тано и опколиле га: последњих 41 самураја клана Такеда су свечано погубили своје жене и децу и изашли да се боре прса у прса, тражећи само часну смрт. Борили су се као очајници који немају шта да изгубе, и нанели много губитака нападачима, Хроника господара Нобунаге велича храброст последњих Такеда ратника, међу њима и Цучија Уемона, младог љубавника Такеда Кацујорија, који је својим стрелама оборио многе искусне ратнике пре него што је следио свог господара у смрт, и Кацујоријевог 16-годишњег сина Такеда Нобукацу-а, који се до смрти борио својим мачем као да је одрастао човек  .

## Последице
Према Хроници господара Нобунаге, клан Такеда је изгубио 41 самураја и 50 дама и жена, док је клан Ода изгубио многе искусне ратнике. Последњи отпор клана Такеда био је такав пример правог самурајског духа и храбрости у поразу, да су чак и хроничари наклоњени клану Ода (Хронику господара Нобунаге написао је Ота Гујучи, стари вазал Ода Нобунаге) показивали нескривено дивљење према последњем Такеда самурајима, који су у смрти стекли неупоредиву славу и углед .